# أوفيدي كارورو
أوفيدي كارورو (بالإنجليزية: Ovidy Karuru)‏ (مواليد 23 يناير 1989 في هراري - زيمبابوي) لاعب كرة قدم زيمبابوي يلعب في مركز الوسط المحوري .

## روابط خارجية
- أوفيدي كارورو على موقع قاعدة بيانات كرة القدم.إي يو (الإنجليزية)
- أوفيدي كارورو على موقع ناشيونال فوتبول تيمز (الإنجليزية)
- أوفيدي كارورو على موقع Soccerway.com (الإنجليزية)